# Frédéric Vasseur
Frédéric Vasseur (geboren op 28 mei 1968 te Draveil, Ile-de-France) is een Franse autosportingenieur en -manager met een lange carrière als manager van teams uit de Formule-serie. Hij was de algemeen directeur, CEO en teambaas van het in Zwitserland gevestigde Alfa Romeo Racing en werd in december 2022 benoemd tot teambaas van het Scuderia Ferrari F1 team ter vervanging van Mattia Binotto.

## Carrière
Vasseur studeerde luchtvaartkunde en techniek voordat hij zijn carrière begon in de junior Formule-serie en zijn eigen team, ASM, oprichtte. Bekend om zijn succes en het stimuleren van talent stapte hij uiteindelijk over naar de Formule 1 als race director en uiteindelijk team principal.

### ASM
Vasseur studeerde af aan de ESTACA en richtte in 1996 het ASM-team op dat in samenwerking met Renault het Franse Formule 3 kampioenschap won met David Saelens in 1998 en het Formule 3 Euroseries kampioenschap in samenwerking met Mercedes-Benz met Jamie Green, Lewis Hamilton, Paul di Resta en Romain Grosjean, van 2004 tot 2007.

### ART Grand Prix
In 2004 vormde hij samen met Nicolas Todt het ART Grand Prix team dat het GP2 Series kampioenschap won met Nico Rosberg in 2005 en Lewis Hamilton in 2006.

### Spark Racing Technology
Eind 2013 kreeg hij van de FIA het contract om de 40 chassis voor de inaugurele Formule E serie te bouwen door zijn nieuw opgerichte onderneming Spark Racing Technology; het bedrijf heeft dit contract behouden.

### Renault Sport F1 Team
Vasseur trad in dienst bij Renault Sport als teambaas van het nieuw gevormde Renault Formula One Team tijdens het 2016 Formule 1 seizoen. Hij nam aan het einde van seizoen 2016 ontslag na meningsverschillen met de algemeen directeur Cyril Abiteboul over hoe het team bestuurd moest worden.

### Sauber F1 Team / Alfa Romeo Racing
Op 12 juli 2017 maakte Sauber bekend dat zij Vasseur hadden aangesteld als managing director en CEO van Sauber Motorsport AG en als teambaas van het Sauber F1 Team.
Sauber onderging in 2019 een naamsverandering naar Alfa Romeo Racing en eindigde onder leiding van Fred Vasseur als constructeur in 2019 op de 8e plaats, in 2020 opnieuw 8e, in 2021 de 9e plaats en in 2022 op de 6e plaats.

### Scuderia Ferrari
Op 13 december 2022 kondigde Scuderia Ferrari aan dat Fred Vasseur vanaf 9 januari 2023 aan de slag gaat als Teambaas en General Manager van Scuderia Ferrari.